# Bò Tuli
Bò Tuli là tên của một giống bò thịt có nguồn gốc từ Zimbabwe. Giống bò này là một hình thức khác của bò Sanga và có liên quan chặt chẽ với giống bò Tswana có nguồn gốc từ Botswana. Bò Tuli có đặc điểm khá đặc biệt là một bướu ở vùng cổ đến ngực nhỏ và có màu: vàng, vàng nâu hoặc đỏ. Giống bò này đã được xuất khẩu sang Argentina, Mexico và Hoa Kỳ. Ở Nam Phi, một giống bò là kết quả của việc lai giống bò Tuli và bò Limousin gần đây đã được phát triển, được đặt tên là bò Tulim. Khi Úc quyết định nhập giống, họ đã sử dụng chuyển phôi để hạn chế khả năng lây truyền bệnh bò và ký sinh trùng ở châu Phi.
Giống bò Tuli được thành lập bởi Chính phủ Rhodesian tại một trạm Chính phủ nằm trên bờ sông Tuli. Mục đích của việc tạo giống bò này là để thiết lập một giống bản địa phù hợp với điều kiện khô nóng. Người được giao nhiệm vụ thiết lập này là Len Harvey, một thành viên của Cục Bảo tồn và Phát triển dưới sự bảo trợ của Bộ Nông nghiệp. Ban đầu nó được thành lập vào năm 1949/50. Trạm tạo giống Tuli được xây dựng theo mục đích và sau đó cũng là trung tâm hành chính của chính phủ. Len Harvey đã tham dự tất cả các hội chợ mua bán gia súc địa phương và lựa chọn những con vật mà ông đã cho rằng sẽ chúng sở hữu nguồn gen ền tảng tốt.
Giống Tswana đã được phát triển qua nhiều thế kỷ để phù hợp với môi trường khô cằn. Chúng ngoan ngoãn, năng suất cao và rất béo tốt. Những đặc điểm này được bảo tồn trong giống Tuli. Giống bò nà ban đầu được phân phối từ trạm nghiên cứu cho nông dân châu Phi địa phương, nhưng nông dân da trắng nhanh chóng trở nên quan tâm đến giống này và sau này nó trở nên rất phổ biến.